# Mindröl-Ling
| Tibetische Bezeichnung                                      |
| ----------------------------------------------------------- |
| Tibetische Schrift: སྨིན་གྲོལ་གླིང།                               |
| Wylie-Transliteration: smin grol gling                      |
| Offizielle Transkription der VRCh: Minzholing (Minzhoiling) |
| THDL-Transkription: Mindrölling                             |
| Andere Schreibweisen: Mindroling, Mindröling, Mindrolling   |
| Chinesische Bezeichnung                                     |
| Traditionell: 敏珠林寺                                      |
| Vereinfacht: 敏珠林寺                                       |
| Pinyin:Mǐnzhūlín Sì                                         |

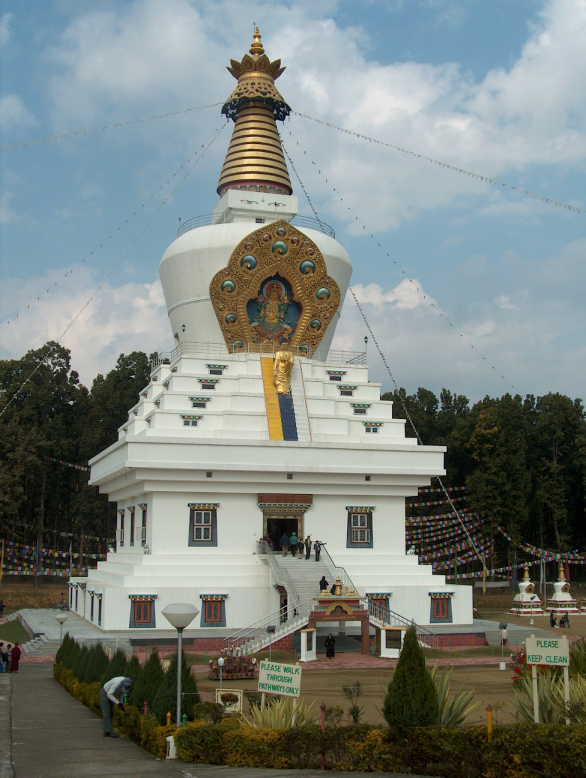
Stupa des Mindröl-Ling-Klosters in Dehradun

Die Mindröl-Ling-Tradition ist eine Unterschule der Nyingma-Schule des tibetischen Buddhismus. Das Kloster Mindrölling zählt neben Kathog, Pelyül, Dzogchen, Shechen und Dorje Drag zu den sogenannten „Sechs großen Sitzen“ der Nyingma.

## Kloster Mindröl-Ling
(siehe Hauptartikel Mindrölling)
Das Kloster Mindröl-Ling selbst wurde in seinen ältesten Teilen gegen Ende des 10. Jahrhunderts in Dranang errichtet. Es wurde im Jahre 1676 von dem großen Tertön Terdag Lingpa Gyurme Dorje (tib.: gter bdag gling pa 'gyur med rdo rje; 1646–1714) gegründet. Während der Mongoleneinfälle in Tibet wurde es zerstört, aber von der Tochter Terdag Lingpas wieder aufgebaut. Aus dem Mindröl-Ling Kloster gingen über 100 Nebenklöster hervor, die die Tradition verbreiteten. 1959 floh der 11. Minling Thrichen Rinpoche Thrichen Gyurme Künsang Wanggyel vor der chinesischen Besatzung aus Tibet. Er wurde 1962 von Düdjom Rinpoche und Dilgo Khyentse offiziell als „Minling Thrichen“ (bzw. „Mindröl-Ling-Thrichen“) inthronisiert. Im Jahr 1976 wurde er Thronhalter des neu erbauten Klosters Mindröl-Ling in Dehradun, des Weiteren wurde er zum „Oberhaupt der Nyingma“ in der tibetischen Exilregierung gewählt.

## Lehren und Terma von Orgyen Terdag Lingpa
Das Mindröl-Ling-Kloster ist bekannt für seine Studien in den fünf klassischen Wissenschaften und ist Halter der Terma-Übertragungen von Orgyen Terdag Lingpa, die sich nach der Überlieferung mit den Terma des berühmten 5. Dalai Lama Ngawang Lobsang Gyatsho ergänzen. Die Tradition unterweist in allen klassischen Lehren, die für die Nyingma-Tradition kennzeichnend sind. Darunter haben die Lehren zu Dzogchen der „Großen Vollkommenheit“ eine herausragende Bedeutung.